# Australosymmerus trivittatus
Australosymmerus trivittatus är en tvåvingeart som först beskrevs av Edwards 1927.  Australosymmerus trivittatus ingår i släktet Australosymmerus och familjen hårvingsmyggor. Inga underarter finns listade i Catalogue of Life.